# Raionul Kropîvnîțkîi, Kirovohrad
Kropîvnîțkîi (în ucraineană Кропивницький район, transliterat: Kropîvnîțkîi raion) este un raion în regiunea Kirovohrad, Ucraina. Are reședința la Kropîvnîțkîi.
Are o suprafață de 9.716,9 km². Populația este de 448.100 locuitori, determinată în 2020.